# Erin Moran
Erin Moran (Burbank, Kalifornia, 1960. október 18. – Corydon, Indiana, 2017. április 22.) amerikai színésznő.

## Filmszerepei

### Mozifilmek
- How Sweet It Is! (1968)
- 80 Steps to Jonah (1969)
- Watermelon Man (1970)
- The Magic Pony (1977, hang)
- A félelem galaxisa (Galaxy of Terror) (1981)
- Kis nagy színész (Dickie Roberts: Former Child Star) (2003)
- Broken Promise (2008)
- Not Another B Movie (2010)

### Tv-filmek
- Stanley vs. The System (1968)
- Lisa, Bright and Dark (1973)
- Twirl (1981)

### Tv-sorozatok
- Daktari (1968–1969, 15 epizódban)
- Death Valley Days (1969, két epizódban)
- The Courtship of Eddie's Father (1970, egy epizódban)
- My Three Sons (1970, egy epizódban)
- Family Affair (1970–1971, három epizódban)
- The F.B.I. (1970–1973, három epizódban)
- O'Hara, U.S. Treasury (1971, egy epizódban)
- The Smith Family (1971, egy epizódban)
- Bearcats! (1971, egy epizódban)
- Gunsmoke (1971, két epizódban)
- The Don Rickles Show (1972, két epizódban)
- Happy Days (1974–1984, 239 epizódban)
- The Waltons (1975, két epizódban)
- Greatest Heroes of the Bible (1979, egy epizódban)
- Szerelemhajó (The Love Boat) (1980–1985, hat epizódban)
- Joanie Loves Chachi (1982–1983, 17 epizódban)
- Hotel (1983, egy epizódban)
- Glitter (1984, egy epizódban)
- Gyilkos sorok (Murder, She Wrote) (1986, egy epizódban)
- Halálbiztos diagnózis (Diagnosis Murder) (1998, egy epizódban)
- Gazdagok és szépek (The Bold and the Beautiful) (2009, egy epizódban)

## További információ
- Hivatalos oldal
- Erin Moran a PORT.hu-n (magyarul)
- Erin Moran az Internetes Szinkronadatbázisban (magyarul)
- Erin Moran az Internet Movie Database-ben (angolul)
- Erin Moran a Rotten Tomatoeson (angolul)